# Sexecologia
A sexecologia, também conhecida como ecossexualidade, é uma forma radical de ativismo ambiental baseado no fetichismo da natureza, a ideia da terra como amante. Convida as pessoas a tratarem a terra com amor, em vez de vê-la como um recurso infinito para explorar. Foi fundada por Elizabeth Stephens e Annie Sprinkle, que se descrevem como "duas artistas ecossexuais apaixonadas", cujo manifesto é tornar o ativismo ambiental "mais sexy, divertido e diversificado". A sexecologia emprega humor absurdo, arte performática e positividade sexual, que Stephens afirma que "podem produzir novas formas de conhecimento que têm potencial para alterar o futuro, privilegiando nosso desejo de que a Terra funcione com o maior número possível de sistemas ecológicos diversos, intactos e prósperos". O casal promove educação, eventos como o simpósio ecosex e ativismo, como proteger as Montanhas Apalaches da remoção do topo da montanha.

## Diferença do ecofeminismo
A sexecologia concebe a terra não como mãe, mas como amante. Essa mudança conceitual convida as pessoas a envolver seus corpos e sentidos em atos de preservação ambiental.  
Ao contrário do ecofeminismo, a sexecologia não vê uma ligação intrínseca entre mulheres e natureza; algumas das limitações do ecofeminismo abordadas indiretamente pela ecologia sexual são "a dependência das funções biológicas das mulheres para estabelecer uma conexão entre as mulheres e a natureza, o excesso de privilégios acríticos das experiências das mulheres, a inadequação de designar características femininas ideais e as implicações políticas regressivas de associar as mulheres à natureza". "A formulação de uma identidade eco-sexual é uma prática de uma eco-lógica erótica, desconstruindo construções heteronormativas de gênero, sexo, sexualidade e natureza, a fim de continuamente identificar e desestabilizar identidades, formar e reter ativamente espaços de falta que requerem interdependência. e envolva um eu sensível e permeável na reciprocidade sensorial perpétua com o ambiente sensível e sensível que o ser humano. É uma identidade identificada pelo desejo, e não por uma essência ou ser estável, e é um desejo pelo ambiente mais do que humano no qual o sujeito humano é sensorialmente implícito."

## Ecossexuais
Os defensores desse movimento são chamados de "ecossexuais"; eles não têm medo de se envolver e abraçar sua experiência erótica com a terra, como tomar banho nu, fazer sexo com vegetais ou ter um orgasmo em uma cachoeira. Stephens descreve ecossexuais como pessoas que "... são relacionadas a ciborgues e não têm medo de ter relações sexuais com a natureza e / ou com a tecnologia nesse sentido. Nós fazemos amor com a Terra através dos nossos sentidos."
O movimento ecossexual promove o uso de camisinhas feitas de látex biodegradáveis, bijuterias ecológicas, lubrificantes orgânicos, vibradores eco-sustentáveis, brinquedos sexuais veganos, entre outros produtos que visam não agredir a natureza e o meio ambiente. Ecossexualismo também é vista como uma identidade sexual, entende-se que ativistas ecossexuais e sexecológicos estão tornando o ecologismo mais queer e diverso sexualmente, alguns adicionam "E" nas variações da sigla LGBT.